# Ікарал
Ікара́л (рос. Икарал) — село у складі Ононського району Забайкальського краю, Росія. Входить до центру Чиндантського сільського поселення.

## Населення
Населення — 157 осіб (2010; 183 у 2002).
Національний склад (станом на 2002 рік):
- росіяни — 97 %